# Bad Kreuznach
Bad Kreuznach (pronunciación en alemán: /baːt ˈkʁɔɪ̯t͡snax/ⓘ) es una ciudad perteneciente al Land de Renania-Palatinado, Alemania, No le cabe dentro de cualquier Verbandsgemeinde, a pesar de que es la sede de la Verbandsgemeinde del mismo nombre. Bad Kreuznach es una ciudad balneario y la sede de varios tribunales, así como las autoridades federales y estatales. Bad Kreuznach es también oficialmente un kreisangehörige große Stadt (" gran ciudad que pertenece a un barrio "), lo que significa que no tiene los poderes a nivel de distrito que Kreisfreie Städte ("distrito libre de pueblos/ciudades") disfrutar. Es, sin embargo, la sede del distrito, y también es la sede de la cámara de estado de comercio de Renania-Palatinado. Está clasificado como un centro de media con algunas funciones de un centro superior, por lo que es el centro administrativo, cultural y económico de una región con más de 150 000 habitantes. Por la otra parte, la ciudad y los alrededores son reconocidos a nivel nacional e internacional por sus vinos, especialmente de la Riesling, Silvaner y variedades de la uva Müller-Thurgau.

## Historia
Hacia 1900 tenía contabilizada una población de 21 321 habitantes.

## Ciudades hermanadas
- Bourg-en-Bresse (Francia), desde 1963
- Neuruppin (Alemania), desde 1990